# 伊瓦尔·巴朗格鲁德
伊瓦尔·巴朗格鲁德（挪威語：Ivar Ballangrud，1904年3月7日—1969年6月1日），挪威男子速度滑冰运动员。他曾代表挪威获得在冬季奥运会速度滑冰比赛中获得4枚金牌、2枚银牌和1枚铜牌。